# Der Hafenarbeiter

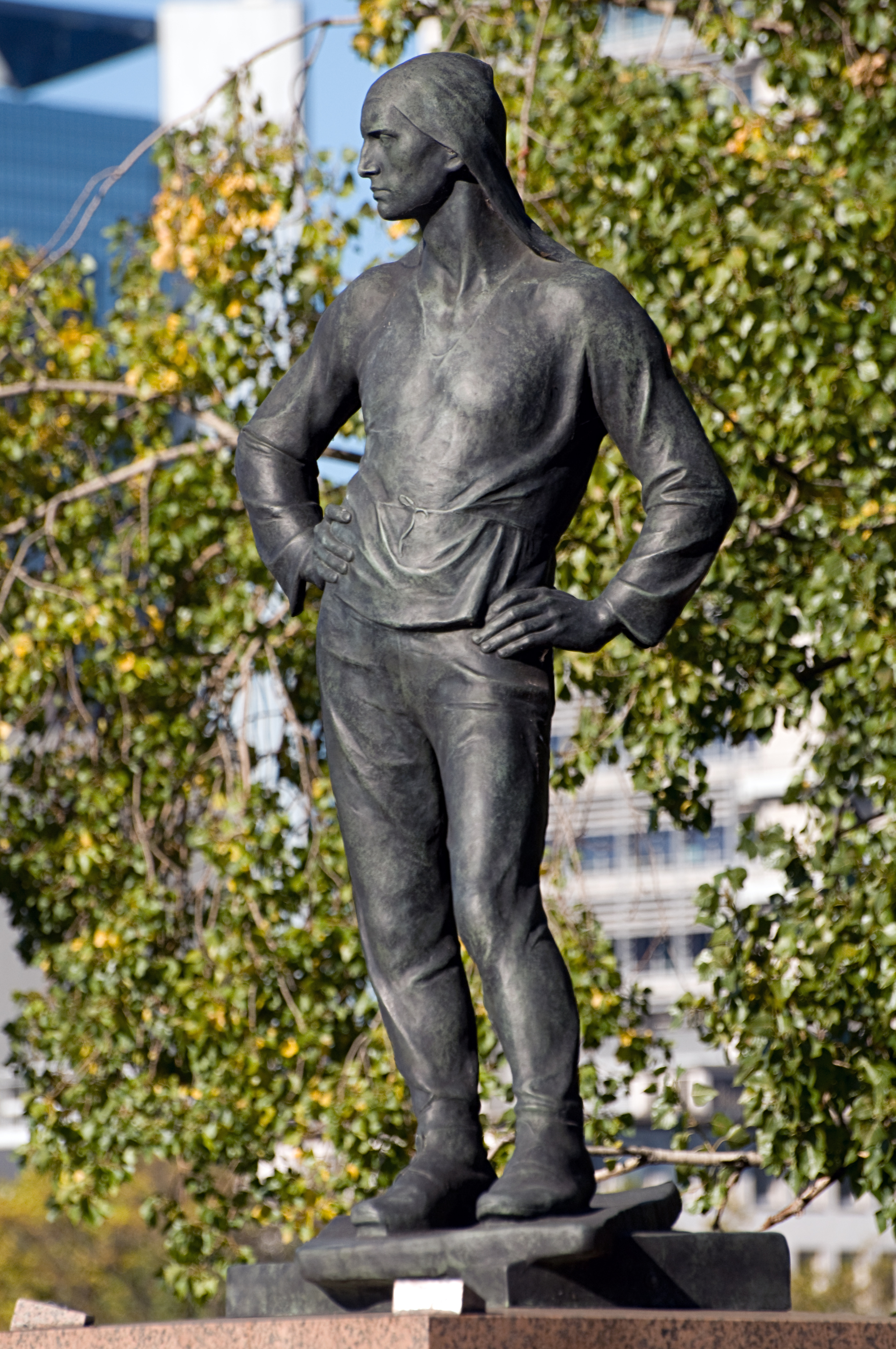
Skulptur Der Hafenarbeiter in Frankfurt am Main

Der Hafenarbeiter ist eine im Jahr 1890 von Constantin Meunier geschaffene Bronzeplastik. Die Plastik steht am südlichen Brückenkopf der Friedensbrücke in Frankfurt am Main und erinnert daran, dass sich unmittelbar flussabwärts der Brücke auf deren nördlicher Seite der ehemalige Frankfurter Westhafen befindet, der von 1885 bis 1999 in Betrieb war, und an den früheren Kohlehafen am gegenüberliegenden Ufer, der von 1886 bis 1912 in Betrieb war. Seit 1910 befindet sich die Plastik an ihrem heutigen Standort. Von 1950 bis 1955 wurde sie wegen Bauarbeiten an der Brücke vorübergehend vor dem Städel aufgestellt.
Die Figur ist etwas überlebensgroß und stellt einen Lastenträger in Arbeitskleidung dar. Zum Schutz des Nackens vor Kohlestaub und vor Wundscheuern beim Schleppen von Säcken aus Jutegewebe trägt er eine Art Kapuze als Nackenschutz. Die Plastik ist eine Stiftung des Unternehmers und damaligen Leiters der Cassella-Werke, Leo Gans. Für den Hafenarbeiter und eine zweite Meunier-Bronzeplastik in Frankfurt, Der Sämann, aufgestellt im Günthersburgpark, stellte er im Jahr 1899 150.000 Goldmark zur Verfügung.
Gleichartige Plastiken befinden sich in Essen im Museum Folkwang, Antwerpen, Stockholm, Dresden, Kopenhagen, in Boston im
Museum of Fine Arts und in Lima.

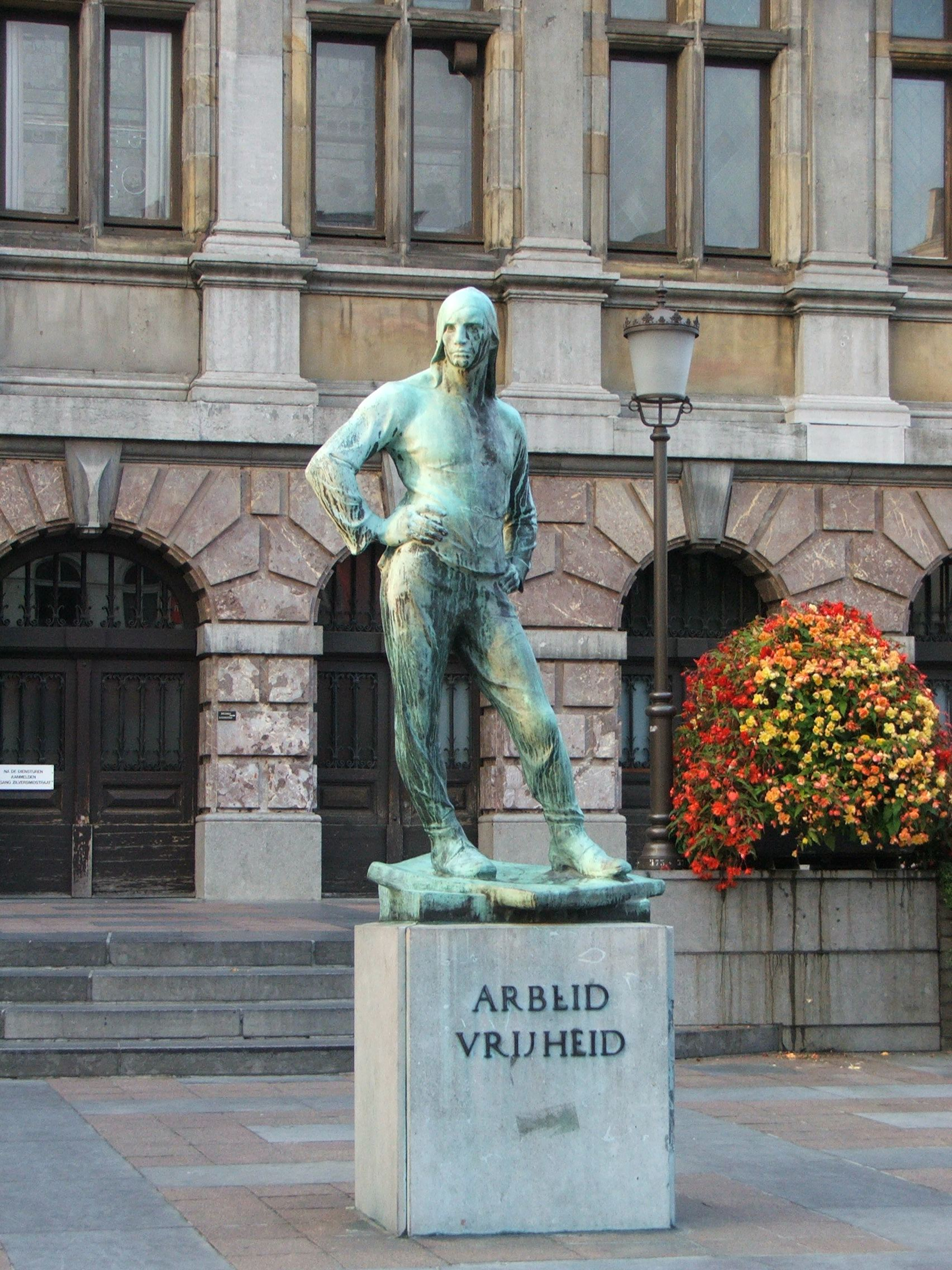
Dokwerker, Antwerpen
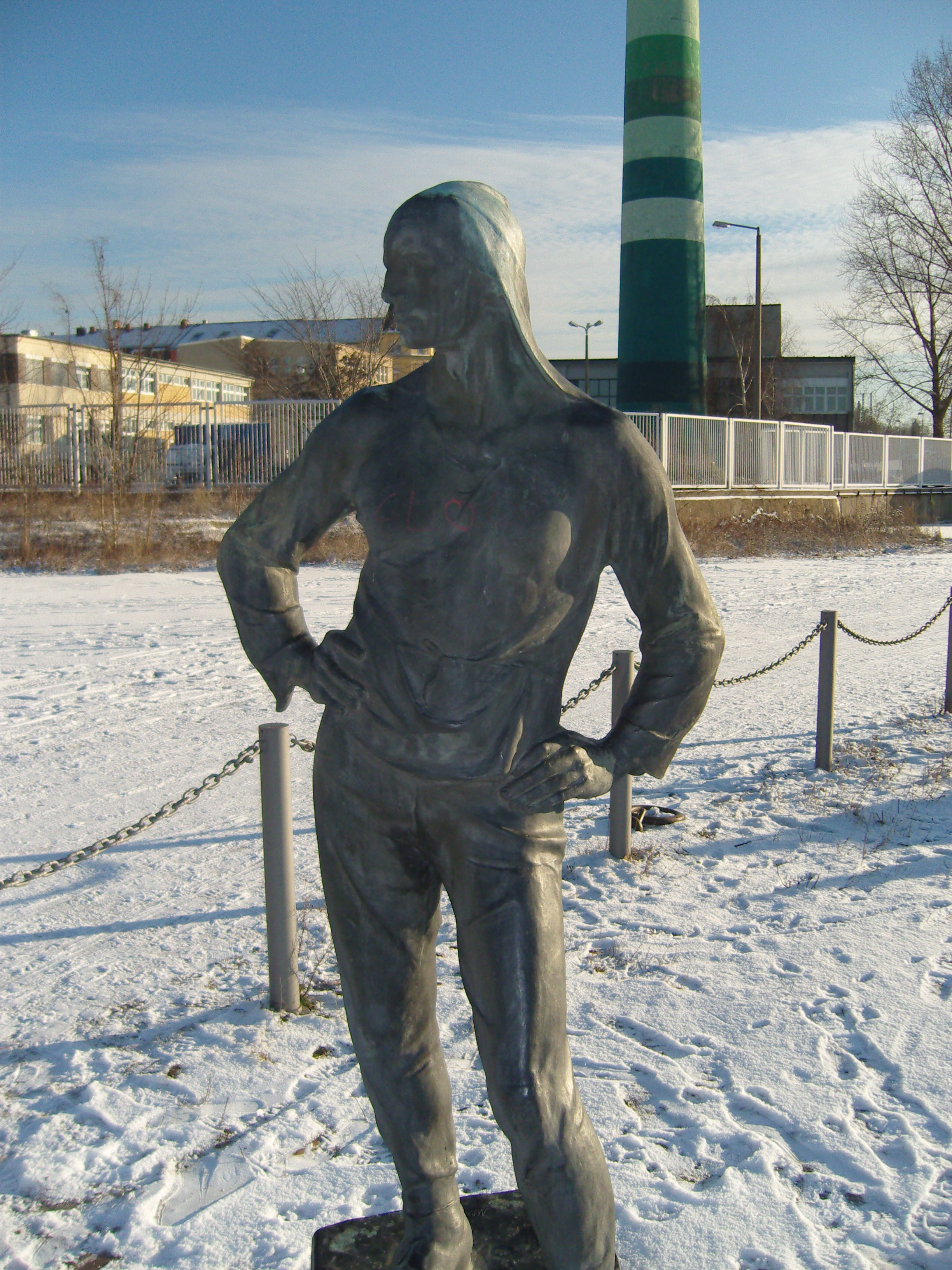
Lastenträger, Dresden
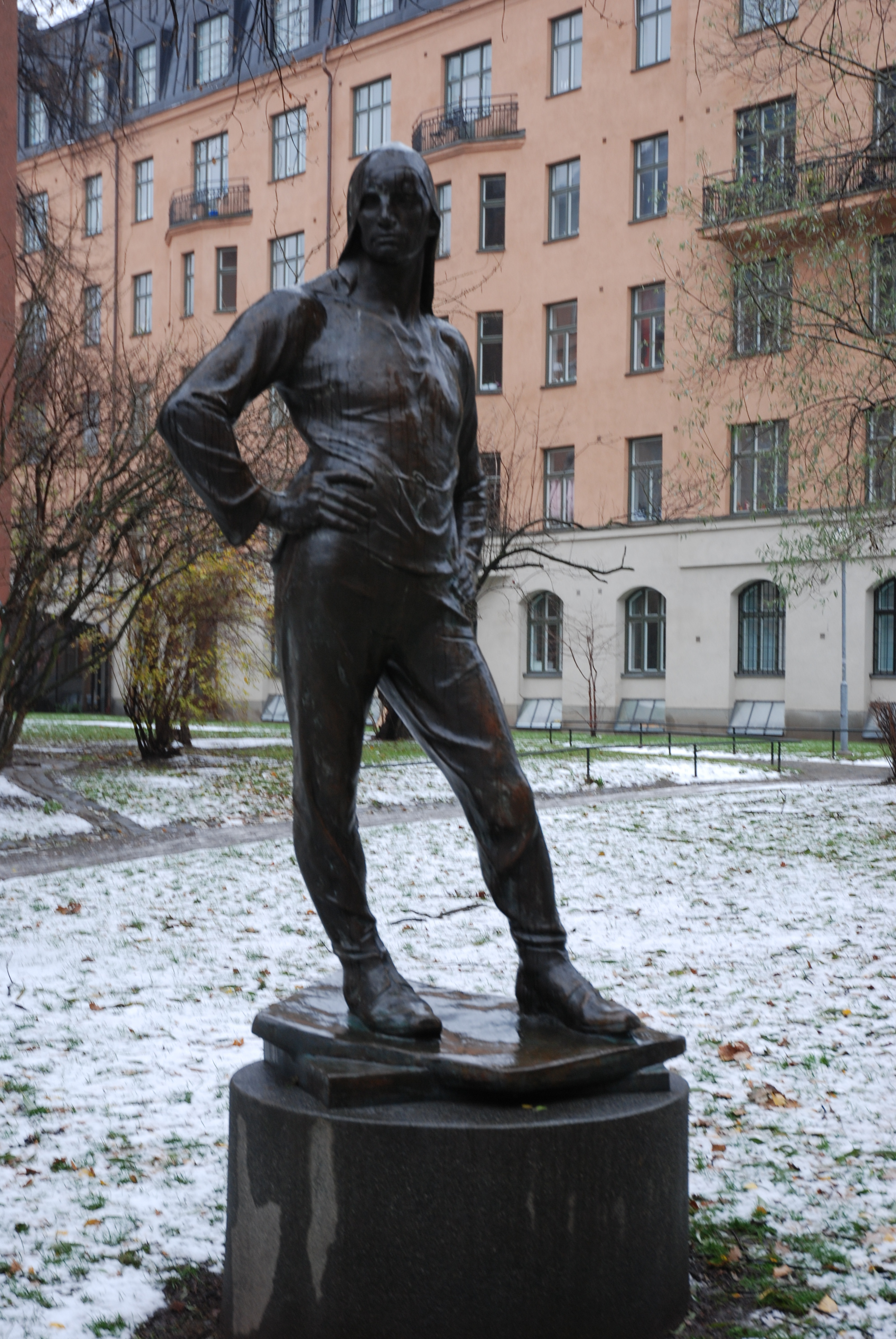
Hamnarbetare, Stockholm
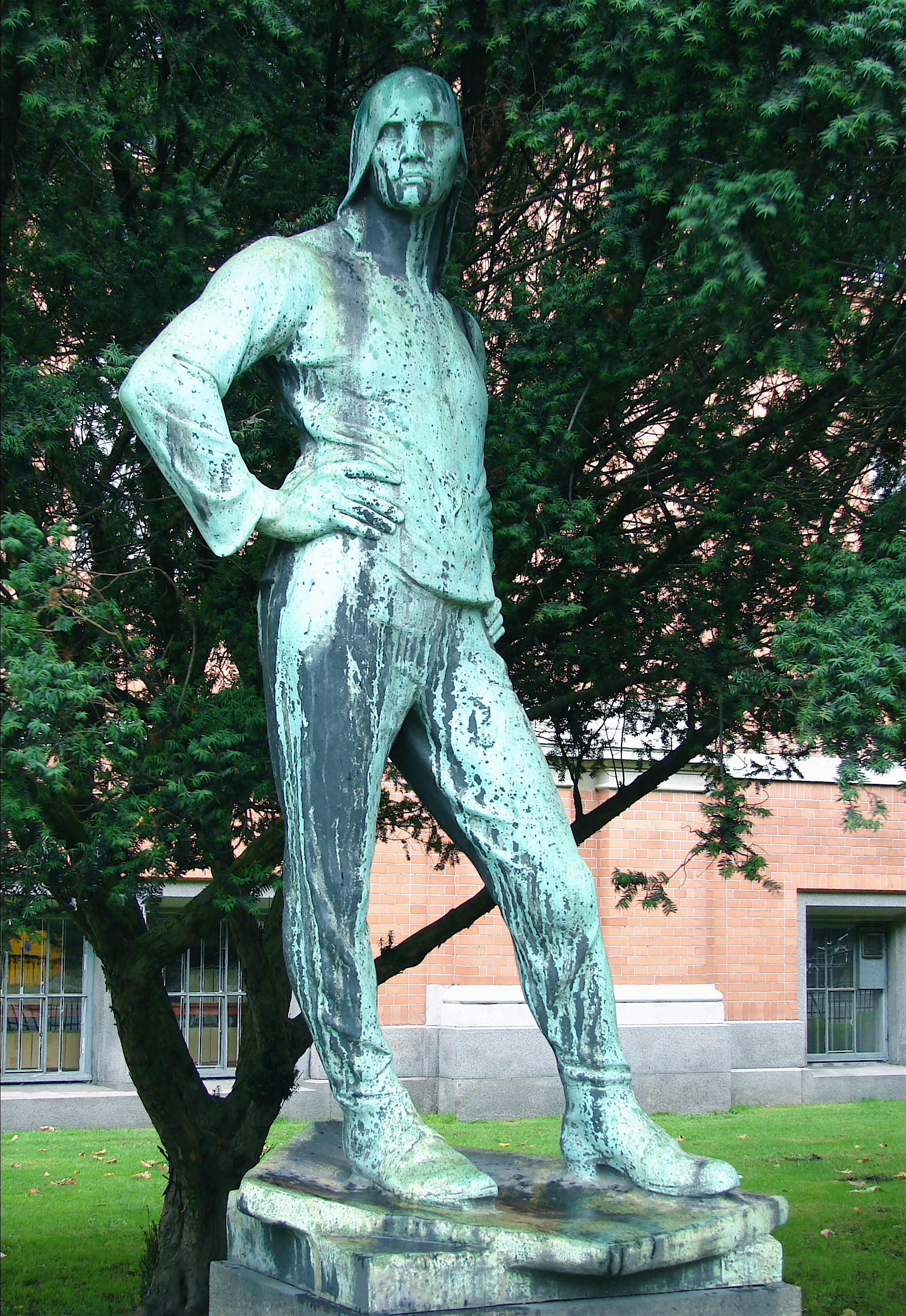
Havnearbejder, Kopenhagen
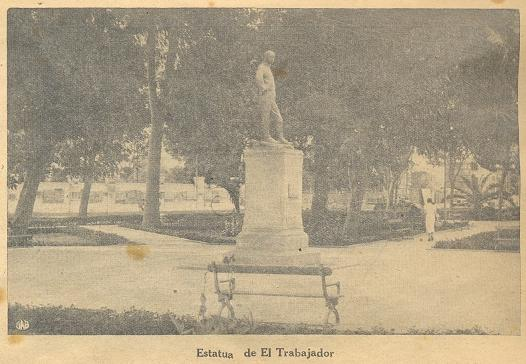
El estibador, Lima
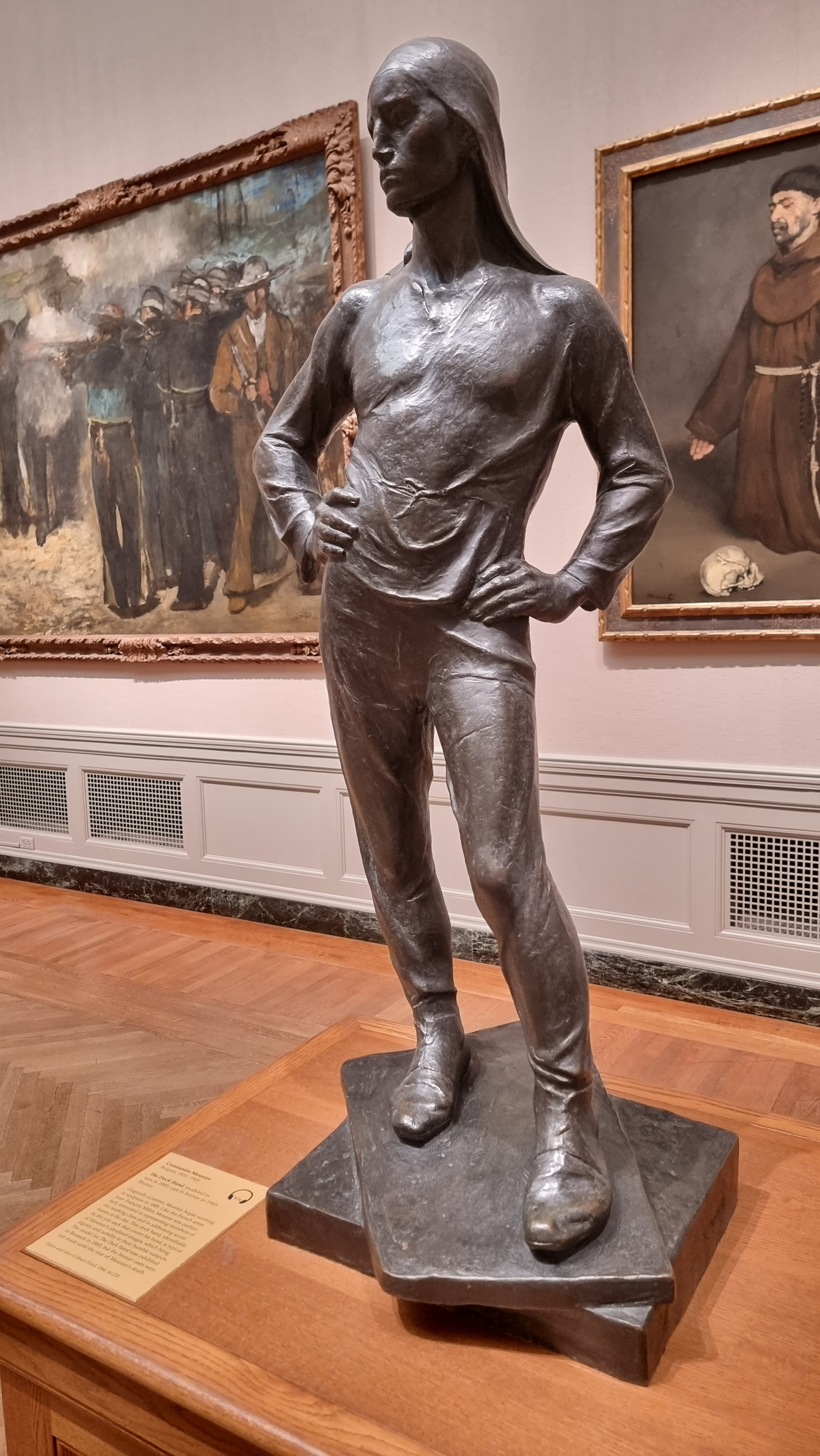
The Dock Hand, Boston